# بويان بيليانسكي
بويان بيليانسكي (بالصربية: Бојан Бељански) مواليد 22 يونيو 1986 في باتشكا بالانكا، صربيا، هو لاعب كرة يد صربي يلعب كمحور. مثل منتخب صربيا لكرة اليد. شارك في دورة الألعاب الأولمبية الصيفية سنة 2012.

## سجل المنافسة
شارك في البطولات التالية:
- بطولة أوروبا لكرة اليد للرجال 2012
- بطولة أوروبا لكرة اليد للرجال 2016
- الألعاب الأولمبية الصيفية 2012

## روابط خارجية
- بويان بيليانسكي على موقع الاتحاد الأوروبي لكرة اليد (الإنجليزية)
- بويان بيليانسكي على موقع اللجنة الأولمبية الدولية (الإنجليزية)
- بويان بيليانسكي على موقع أوليمبيديا (الإنجليزية)
- بويان بيليانسكي على موقع اللجنة الأولمبية الصربية (الصربية)